# Samba - Eu Canto Assim
Samba - Eu Canto Assim é o quinto álbum de estúdio da cantora Elis Regina, gravado em janeiro de 1965, nos Estúdios CBD, no Rio de Janeiro, e lançado em no mesmo ano pela gravadora Philips. Com arranjos do baixista Luís Chaves, de Paulo Moura e de Lindolpho Gaya, é um de seus primeiros álbuns de destaque por ter compositores de maior "peso" como Vinicius de Moraes, Edu Lobo, Paulo Sérgio Valle, Marcos Valle, Dorival Caymmi e Ruy Guerra. Uma das canções de destaque do álbum é "Preciso Aprender a Ser Só" que, antes - e futuramente -, seria cantada por inúmeros intérpretes, tendo ficado famosa na voz da cantora também.
| Críticas profissionais                                                      | Críticas profissionais |
| Avaliações da crítica                                                       | Avaliações da crítica  |
| Fonte                                                                       | Avaliação              |
| --------------------------------------------------------------------------- | ---------------------- |
| All Music Guide                                                             | [ 2 ]                  |
| Esta tabela precisa de ser acompanhada por texto em prosa. Consulte o guia. |                        |

## Faixas
| Lado A |                       |                                    |         |  |
| N.º    | Título                | Compositor(es)                     | Duração |  |
| 1.     | "Reza"                | Ruy Guerra / Edu Lobo              | 2:50    |  |
| 2.     | "Menino das Laranjas" | Théo de Barros                     | 2:16    |  |
| 3.     | "Por um Amor Maior"   | Ruy Guerra / Francis Hime          | 2:37    |  |
| 4.     | "João Valentão"       | Dorival Caymmi                     | 3:09    |  |
| 5.     | "Maria do Maranhão"   | Nelson Lins e Barros / Carlos Lyra | 3:09    |  |
| 6.     | "Resolução"           | Lula Freire / Edu Lobo             | 2:33    |  |

| Lado B         |                                  |                                                                     |         |  |
| N.º            | Título                           | Compositor(es)                                                      | Duração |  |
| 1.             | "Sou sem Paz"                    | Adylson Godoy                                                       | 3:13    |  |
| 2.             | "Consolação" "Berimbau" "Tem Dó" | Baden Powell / Vinicius de Moraes Baden Powell / Vinicius de Moraes | 2:25    |  |
| 3.             | "Aleluia"                        | Ruy Guerra / Edu Lobo                                               | 2:55    |  |
| 4.             | "Eternidade"                     | Adylson Godoy / Luís Chaves                                         | 2:48    |  |
| 5.             | "Preciso Aprender a Ser Só"      | Paulo Sérgio Valle / Marcos Valle                                   | 4:18    |  |
| 6.             | "Último Canto"                   | Ruy Guerra / Francis Hime                                           | 2:50    |  |
| Duração total: | Duração total:                   | Duração total:                                                      | 35:03   |  |

## Ficha técnica
- Produção: Armando Pittigliani
- Engenheiro de som: Sylvio Rabello
- Técnicos de som: Célio Martins e Norman Sternberg
- Arranjos: Luís Chaves, Paulo Moura e Lindolfo Gaya
- Arte: Geysa Adnet, Leandro Arraes